# Solfuro di manganese(II)
Il solfuro di manganese(II) è un composto chimico di manganese e zolfo. Si trova in natura come minerale alabandite (isometrica), rambergite (esagonale) e la recentemente trovata browneite (isometrica, con struttura di tipo sfalerite, estremamente rara, nota finora solo da un meteorite)

## Sintesi
Il solfuro di manganese (II) può essere preparato facendo reagire un sale di manganese (II) (come il cloruro di manganese(II) - MnCl2) con solfuro d'ammonio ((NH4)2S) secondo la seguente reazione:
{\displaystyle {\ce {(NH4)2S\ +\ MnCl2->2NH4Cl\ +\ MnS}}}

## Proprietà
La struttura cristallina del solfuro di manganese (II) è simile a quella del cloruro di sodio.
Il colore rosa del solfuro di manganese(II) deriva probabilmente da uno scarso accoppiamento tra gli orbitali di manganese non occupati a più bassa energia, con conseguenti stati discreti piuttosto che una banda delocalizzata. Pertanto, la transizione elettronica da banda a banda a energia più bassa richiede fotoni di energia molto elevata, cioè nell'ultravioletto.